# Kanton Saint-Léonard-de-Noblat
Der Kanton Saint-Léonard-de-Noblat ist ein französischer Wahlkreis im Arrondissement Limoges im Département Haute-Vienne in der Region Nouvelle-Aquitaine; sein Hauptort ist Saint-Léonard-de-Noblat. Vertreter im Generalrat des Départements ist seit 2004 Jean-Claude Leblois (PS). Bei der landesweiten Neugliederung der Kantone 2015 wurde der Kanton von zehn auf 13 Gemeinden erweitert.
Der Kanton Saint-Léonard-de-Noblat liegt im Mittel 373 Meter über Normalnull, zwischen 235 Metern in Royères und 586 Metern in Sauviat-sur-Vige.

## Gemeinden
Der Kanton besteht aus 13 Gemeinden mit insgesamt 16.555 Einwohnern (Stand: 1. Januar 2022) auf einer Gesamtfläche von 325,88 km²:
| Gemeinde                       | Einwohner 1. Januar 2022 | Fläche km² | Dichte Einw./km² | Code INSEE | Postleitzahl |
| ------------------------------ | ------------------------ | ---------- | ---------------- | ---------- | ------------ |
| Aureil                         | 1.033                    | 10,17      | 102              | 87005      | 87220        |
| Champnétery                    | 517                      | 30,60      | 17               | 87035      | 87400        |
| Eybouleuf                      | 471                      | 10,83      | 43               | 87062      | 87400        |
| La Geneytouse                  | 988                      | 19,35      | 51               | 87070      | 87400        |
| Le Châtenet-en-Dognon          | 399                      | 20,39      | 20               | 87042      | 87400        |
| Moissannes                     | 328                      | 24,64      | 13               | 87099      | 87400        |
| Royères                        | 942                      | 17,42      | 54               | 87129      | 87400        |
| Saint-Denis-des-Murs           | 549                      | 23,81      | 23               | 87142      | 87400        |
| Saint-Just-le-Martel           | 2.654                    | 31,70      | 84               | 87156      | 87590        |
| Saint-Léonard-de-Noblat        | 4.319                    | 55,59      | 78               | 87161      | 87400        |
| Saint-Martin-Terressus         | 580                      | 23,53      | 25               | 87167      | 87400        |
| Saint-Priest-Taurion           | 2.896                    | 27,00      | 107              | 87178      | 87480        |
| Sauviat-sur-Vige               | 879                      | 30,85      | 28               | 87190      | 87400        |
| Kanton Saint-Léonard-de-Noblat | 16.555                   | 325,88     | 51               | 8720       | –            |

Bis 2015 bestand der Kanton aus zehn Gemeinden auf einer Fläche von 257,01 km²: Champnétery, Le Châtenet-en-Dognon, Eybouleuf, La Geneytouse, Moissannes, Royères, Saint-Denis-des-Murs, Saint-Léonard-de-Noblat (Hauptort), Saint-Martin-Terressus und Sauviat-sur-Vige. Er besaß vor 2015 einen anderen INSEE-Code als heute, nämlich 8726.